# 李泳豪 (足球運動員)
李泳豪（Li Wing Ho），生於香港，香港足球運動員，司職後衛，現時效力香港超級聯賽俱樂部標準流浪。他在2024年至2025年香港足總盃上踢入首個進球。